# Zagon na Ciechanów
Zagon na Ciechanów – uwieńczony sukcesem rajd polskiej 8 Brygady Jazdy na Ciechanów, przeprowadzony 14–15 sierpnia 1920 roku, w ramach walk na północnym Mazowszu podczas Bitwy Warszawskiej.
8 Brygada Jazdy wraz z 18 Dywizją Piechoty wchodziła w skład grupy gen. Franciszka Krajowskiego, której zadaniem była początkowo osłona flanki walczących nad Wkrą głównych sił 5 Armii. Gdy jednak gen. Krajowski zorientował się, że jego oddziały weszły w lukę między dwiema bolszewickimi armiami, rozkazał brygadzie przeprowadzić rajd na Ciechanów. Polscy kawalerzyści uzyskali całkowite zaskoczenie i bez większych strat opanowali miasto, w którym kwaterował sztab bolszewickiej 4 Armii. Został on zmuszony do pośpiesznej ucieczki, a utrata przez 4 Armię jedynej radiostacji i dokumentów sztabowych miała doniosły wpływ na dalszy przebieg walk na północnym Mazowszu.

## Preludium

### Sytuacja wyjściowa
Latem 1920 roku wojna polsko-bolszewicka weszła w krytyczną fazę. Na początku sierpnia wojska sowieckiego Frontu Zachodniego przekroczyły linię Bugu i Narwi, zmierzając w kierunku Wisły. Ważną rolę w planach bolszewickiego dowództwa odgrywał obszar północnego Mazowsza. Komfront Michaił Tuchaczewski skierował tam swoje 3, 4 i 15 Armie oraz 3 Korpus Kawalerii. Siły te liczyły blisko 80 tys. żołnierzy, dysponujących około 350 działami i 1,5 tys. ckm. Ich zadaniem miało być sforsowanie Wisły na północ od Warszawy, a następnie wyjście na tyły polskich armii walczących na przedpolu stolicy. 
Naczelny Wódz Józef Piłsudski planował zatrzymać sowiecką ofensywę gwałtownym uderzeniem Frontu Środkowego na południowe skrzydło Frontu Zachodniego. Za obronę północnego odcinka frontu, rozciągającego się od granicy niemieckich Prus Wschodnich do Modlina, odpowiadać miała natomiast nowo utworzona 5 Armia, której dowództwo objął gen. Władysław Sikorski. W skład tego związku operacyjnego wchodziły: 9 Dywizja Piechoty, 17 Dywizja Piechoty, 18 Dywizja Piechoty, 22 Dywizja Ochotnicza, Brygada Syberyjska, 8 Brygada Jazdy, grupa jazdy płk. Gustawa Orlicz-Dreszera. 5 Armii podporządkowano także załogę twierdzy Modlin oraz tzw. Grupę Dolnej Wisły pod dowództwem gen. Mikołaja Osikowskiego, zabezpieczającą przedmościa w Wyszogrodzie, Włocławku i Płocku. Jednostki, którymi dysponował gen. Sikorski, liczyły łącznie około 34 tys. żołnierzy, dysponujących 184 działami, 481 ckm, 9 samochodami pancernymi i 46 czołgami.

### Bitwa nad Wkrą
Naczelny Wódz początkowo przewidział dla 5 Armii wyłącznie zadania obronne. 10 sierpnia za namową szefa Sztabu Generalnego gen. Tadeusza Rozwadowskiego oraz szefa francuskiej misji wojskowej gen. Maxime Weyganda zgodził się jednak na sformowanie w jej ramach tzw. grupy manewrowej, w której skład weszły 18 DP i Brygada Syberyjska. Grupa manewrowa miała przejść do działań zaczepnych, gdyby zaistniały ku temu sprzyjające okoliczności.
Nieustanny nacisk nieprzyjaciela oraz fakt, że 5 Armia nie ukończyła jeszcze koncentracji, były powodem, dla którego gen. Sikorski musiał zrezygnować z planów obrony linii Narwi. W konsekwencji swoje oddziały oparł o Wkrę – ostatnią większą przeszkodę wodną na drodze do Wisły. Tymczasem 13 sierpnia rozgorzała bitwa o przedmoście warszawskie. W ręce bolszewików wpadł Radzymin. Tego samego dnia polski wywiad radiowy przechwycił depeszę dowództwa Frontu Zachodniego, w której nakazywano 16 Armii Nikołaja Sołłohuba przystąpić do decydującego natarcia na Warszawę. Pod wpływem tych wiadomości generałowie Rozwadowski, Haller i Weygand uznali, że konieczne jest natychmiastowe podjęcie działań odciążających, które zmniejszyłyby nacisk przeciwnika na przedmoście. Błędnie założywszy, iż na kierunku warszawskim znajdują się główne siły Tuchaczewskiego, rozkazali 5 Armii przystąpić do kontrofensywy przeciw ponad dwukrotnie silniejszym siłom bolszewickim, które nacierały na północnym Mazowszu.
Polski plan przewidywał, że główne siły 5 Armii przeprowadzą uderzenie na odcinku Borkowo–Sochocin. Grupa gen. Franciszka Krajowskiego, w której skład wchodziły 8 Brygada Jazdy oraz pięć batalionów i cztery baterie z 18 DP, otrzymała natomiast zadanie osłony lewego skrzydła 5 Armii. Już 13 sierpnia polski 2 pułk ułanów rozgromił we wsi Milewo bolszewicki 29 pułk strzelców, zabijając lub biorąc do niewoli blisko 270 żołnierzy nieprzyjaciela. Sukces ten zachęcił dowództwo 8 Brygady Jazdy do kontynuowania marszu w głąb terytorium opanowanego przez bolszewików.
Po południu 14 sierpnia główne siły 5 Armii uderzyły z rubieży Wkry na bolszewicką 15 Armię Augusta Korka, wikłając się szybko w zacięte walki. Z kolei grupa gen. Krajowskiego przypadkowo weszła w blisko trzydziestokilometrową lukę, która powstała między 15 Armią a prącą w kierunku Wisły 4 Armią Aleksandra Szuwajewa. Zorientowawszy się, iż znalazł się w niezwykle sprzyjającej sytuacji taktycznej, gen. Krajewski zawrócił 18 DP i skierował ją do natarcia na odsłoniętą flankę 15 Armii. 8 Brygadzie Jazdy rozkazał natomiast ubezpieczyć natarcie piechoty i przeprowadzić rajd na położony na bolszewickich tyłach Ciechanów.

## Przebieg wypadu
W skład sił skierowanych do rajdu na Ciechanów wchodziły: 2 pułk ułanów, dwa szwadrony 203 ochotniczego pułku ułanów, dwa szwadrony 108 pułku ułanów, a także szwadron kombinowany, kompania szturmowa piechoty i dwie baterie 8 dywizjonu artylerii konnej. Jednostki te liczyły łącznie 770 żołnierzy (w tym 700 kawalerzystów) oraz osiem dział i 14 ckm. Wypadem dowodził osobiście dowódca 8 Brygady Jazdy gen. Aleksander Karnicki.
14 sierpnia w rejonie Glinojecka polska kawaleria rozbiła bolszewickie tabory, w tym oddziały sztabowe 18 i 54 Dywizji Strzelców. W polskie ręce wpadło 513 jeńców.
W nocy z 14 na 15 sierpnia brygada kontynuowała rajd. Marszrutą przez Chotum, Lekowo, Przążewo i Gostków dokonano obejścia Ciechanowa. O świcie 15 sierpnia polskie czołówki znajdowały się w odległości czterech kilometrów na północ od miasta.
Polskie uderzenie nastąpiło w godzinach porannych. W pierwszym rzucie atakował 203 p.uł. Polakom udało się uzyskać całkowite zaskoczenie. W mieście kwaterował w tym czasie sztab bolszewickiej 4 Armii. Komandarm Szuwajew zdołał w ostatniej chwili uciec samochodem do Mławy, podczas gdy jego sztabowcy zbiegli do Ostrołęki. W trakcie panicznej ucieczki zniszczeniu uległy jednak dokumenty sztabowe oraz armijna radiostacja. Straty w polskich oddziałach były minimalne.
Polscy żołnierze zostali entuzjastycznie powitani przez mieszkańców. Ze względu na fakt, iż brygada otrzymała nowe zadania, a piechota nie była w stanie jej zluzować, jeszcze przed wieczorem kawalerzyści musieli opuścić Ciechanów. Zdobyte na bolszewikach zapasy przekazano władzom miejskim. Miasto zostało ostatecznie wyzwolone dopiero 19 sierpnia.

## Konsekwencje
Sukces 8 Brygady Jazdy nie został początkowo doceniony. W rzeczywistości miał on jednak doniosły wpływ na dalszy przebieg walk na północnym Mazowszu. Straciwszy jedyną radiostację, Szuwajew na kilka dni utracił łączność ze sztabem Frontu Zachodniego. Zamiast wykonać rozkaz Tuchaczewskiego, który nakazywał mu przeprowadzić koncentryczne uderzenie na odsłoniętą lewą flankę 5 Armii, komandarm skierował pod Płońsk i Sochocin zaledwie dwie dywizje strzelców, podczas gdy główne siły jego armii kontynuowały marsz ku Wiśle. Fakt ten miał kluczowe znaczenie dla przebiegu bitwy nad Wkrą. Z kolei gdy bolszewicka klęska w Bitwie Warszawskiej zarysowała się wyraźnie, brak łączności ze sztabem frontu był jedną z przyczyn, dla których 4 Armia z opóźnieniem przystąpiła do odwrotu i w konsekwencji została rozbita.
Zagon na Ciechanów był jednym z większych sukcesów w historii polskiej kawalerii.